# Пражский монетный двор
Пражский монетный двор (чеш. Pražská mincovna) — общее название исторических монетных дворов в городе Праге. Именно в Праге начали чеканить первые чешские монеты, с которых началась история чешского монетного дела.
Старейший монетный двор Праги, деятельность которого датируется второй половиной X — началом XI столетия, предположительно располагался в Пражском Граде. Его деятельность подтверждают монеты с места чеканки, имеющие клеймо PRAGA CIVITAS («Город Прага»).
В истории пражского монетного двора чередовались периоды чеканки знаменитых чешских монет, играющих важную роль в денежном обращении, и длительные периоды, в течение которых монетный двор был закрыт. Также на протяжении всей истории существования монетного двора менялось место его расположения и учредители.
В 1856 году производство монет в Праге было прекращено и перенесено в Вену.
Современный Пражский монетный двор представляет собой частное акционерное общество, которое с 2011 года занимается выпуском выполненных из драгоценных металлов сувенирных монет и памятных медальонов.

## История чеканки монет в Праге

### Средневековье
Начало истории монетного дела в Праге восходит ко второй половине X века. Чеканка монет в Праге началась раньше, чем во многих других городах Центральной Европы — первые монеты были изготовлены на монетном дворе, предположительно располагавшимся в крепости Пражский град, и датируются X веком. Однако уже в начале XI-го столетия с чешских монет исчезает наименование монетных дворов-изготовителей, что не позволяет с точностью определить, где были изготовлены монеты — в Праге или в каком-либо другом месте.
С середины X века в Праге начали чеканить денарии. Период выпуска этой монеты начался во время правления Болеслава I и продолжался вплоть до 1210 года, когда на смену денарию пришли односторонние монеты — брактеаты.
После монетной реформы, проведённой королём Вацлавом II, наступил новый этап развития чешского монетного дела. В ходе указанной реформы производство монет было перенесено из Праги в Кутну-Гору, и именно там в 1300 году начала выпускаться новая серебряная монета, получившая широкое распространение во всей Центральной Европе — Пражский грош. Однако некоторые источники свидетельствуют, что производство Пражского гроша могло начаться ещё в Праге, и лишь затем было перенесено в Кутну-гору.
Однако уже в 1325 году в Праге был восстановлен монетный двор с целью чеканки золотых монет — флоринов. Стимул для их производства дал король Ян Люксембургский, который хотел увеличить свой престиж и помочь королевской казне. Сырьём для чеканки флорин стало золото, добытое в Чехии. Флорин получил название по имени монеты используемой в Италии, и по сути являлся её подражанием. Для производства этих монет были приглашены специалисты из тосканского города Флоренция, а процесс чеканки контролировался королевской палатой.
При короле Карле IV производство на пражском монетном дворе возросло. Причиной тому стало закрытие по приказу короля монетных дворов в Кутной-Горе и Яхимове.
Позже изменённые флорены стали называть дукаты (королевский дукат, а затем императорские дукаты). В Праге дукаты чеканились также во время правления Вацлава IV — сына Карла IV, но их производство со временем уменьшалось.
Восстановление производства золотых дукатов в Праге произошло во времена правления Владислава II Ягеллонского (1471—1516). Пражский монетный двор имел во время правления династии Люксембургов, а позже и Ягеллонов особое положение, поскольку чеканил только золотые монеты.
Во время правления короля Фердинанда I (1526—1564) в Праге также начали чеканить серебряные толары (талеры), которые также чеканили и другие монетные дворы. Первые, так называемые шлик талеры, чеканил монетный двор в Яхимове в период правления Людвика I Ягеллонского. Талером платили в большинстве стран Центральной и Западной Европы. Возглавлял монетный двор королевский мастер, назначенный государем.
Производство монет на Пражском монетном дворе в течение всего периода его существования было нестабильное — крупные заказы чередовались с полной остановкой производства. Часто это происходило в связи с нестабильной политической ситуацией, которая приводила к вооружённым конфликтам или отсутствию металла.

### Новое время
Период расцвета Пражского монетного двора было предвестием закрытия монетного двора в Кутной-Горе в 1726 году. Тогда в Праге производили монеты в размере 100 000 флоринов в год. Важность Пражского монетного двора сохранилась во время правления Марии Терезии, несмотря на то, что производство некоторых монет было закончено. Наиболее важной была чеканка 20 крейцеров, которые имели годовой объём около 300 000 золотых (с 1754 года). В результате политики Иосифа II монетный двор в Праге в 1784 году был закрыт, но спустя одиннадцать лет снова было восстановлено производство, на этот раз в новом месте — монастырском комплексе.
Окончательно производство монет в Праге было закрыто 03.01.1856, а год спустя, 19.03.1857, Пражский монетный двор был официально отменён, а право чеканки монет Габсбургской монархии было передано в исключительную компетенцию Вены.

#### Мастера Пражского монетного двора
- Эберхард
- Конрад Сауэрманн (1537—1542)
- Конрад з Вехты
- Людвик Нойфарер (1557—1560)
- Ян Хардер (1560—1578, 1583)
- Тобиаш Гебхарт (1578—1583)
- Лазар Эрцкер (1578—1594)
- Зузана Ерцкер (7.1.1594 — 20.9.1600)
- Ян Лазанз (1600—1609)
- Самуэл Салварт (1609—1610)
- Бенедикт Хюбмер (1610—1619, 1620—1623, 1625—1630)
- Павел Шкрета (1619—1620)
- Ян Б. Суттнер (1623—1625)
- Элиас ду Буа (1630—1631)
- Тобиаш Скустер(1631—1637)
- Зузана Скустерова (1637)
- Якуб Волкер (1637—1655)
- Криштоф Маргалик (1655—1668)
- Антон Яниналли (Ианиналли) (1668—1688)
- Матйаш Ваист(1688—1694)
- Ржегорж (Георг) Эргерер (1694—1710)
- Игнац Антонин Путц (1711—1713)
- Ян Йиржи Риттер(1713—1714)
- Фердинанд Скарфф (1714—1746)
- Игнац Крамер (1746—1748)
- Богумил Скаумбургер (1748—1755)
- Павел Эрдманн (1755—1780)
- Игнац Кендлер (1795—1801)
- Франтишек Стёр (1801—1822)
- Йозеф Хиппманн (1822—1846)
- Франтишек Лейтнер (1846—1848) заместитель мастера монетного двора
- Алоис Франц(1848—1852) заместитель мастера монетного двора, (1853—1857) мастер монетного двора (минцмистер).

## Современность
После разделения Чехословакии в 1993 году государственный Чешский монетный двор был открыт в городе Яблонец-над-Нисой, поскольку в Праге не нашлось места для постройки монетного двора.
Основанное в 2011 году акционерное общество «Пражский монетный двор» не чеканит монеты, а занимается производством сувенирных изделий и памятных медальонов из драгоценных металлов.
Пражский монетный двор представил себя на международной нумизматической выставке «Коллекционер 2011». В том же году был предоставлен эмиссионный план.
Первой чеканкой, предназначенной коллекционерам, стала серебряная медаль Новый город Прага, рельеф которой, за исключением незначительных различий, идентичен с монетой Карла IV — Новый город Прага 10 000 крон, которому на рубеже тысячелетия профессиональное жюри присудило звание самой красивой золотой монеты мира. Создателем эскиза медальона является Владимир Оппл.
В середине января 2012 появилась серебряная памятная медаль Коронация Вацлава II, чеканку которой разработал Збинек Фойту (Zbyněk Fojtů). Первая коллекция монетного двора включает двадцать четыре серебряных и двенадцать золотых медалей — так называемый Календарь 2012, который ориентируется на личности и события чешской и европейской истории.
В сотрудничестве с дизайнером Бланка Матраги появился набор цветных медалей, изображающих самые известные модели платьев.
Пражский монетный двор а. о. работает под брендом РМI заключённым в овал. Этот же символ выбит на изделиях монетного двора.